# Polen op de Olympische Zomerspelen 2020
Polen nam deel aan de Olympische Zomerspelen 2020 in Tokio, Japan.

## Medailleoverzicht
| Medaille | Naam | Sport    | Onderdeel      | Datum      |
| -------- | --- | -------- | -------------- | ---------- |
| Goud     | Karol Zalewski Natalia Kaczmarek Justyna Święty-Ersetic Kajetan Duszynski Dariusz Kowaluk Iga Baumgart-Witan Malgorzata Holub-Kowalik | Atletiek | 4x400m         | 30 juli    |
| Goud     | Wojciech Nowicki | Atletiek | kogelslingeren | 2 augustus |
| Goud     | Anita Włodarczyk | Atletiek | kogelslingeren | 3 augustus |
| Zilver   | Agnieszka Kobus-Zawojska Marta Wieliczko Maria Sajdak Katarzyna Zillmann                                                              | Roeien   | dubbel-vier    | 28 juli    |
| Brons    | Paweł Fajdek | Atletiek | kogelslingeren | 2 augustus |
| Brons    | Malwina Kopron | Atletiek | kogelslingeren | 3 augustus |

## Atleten
| sport            | Mannen | Vrouwen | totaal |
| ---------------- | ------ | ------- | ------ |
| Atletiek         | 31     | 32      | 63     |
| Basketbal        | 4      | 0       | 4      |
| Boksen           | 1      | 3       | 4      |
| Boogschieten     | 1      | 1       | 2      |
| Gewichtheffen    | 2      | 1       | 3      |
| Golf             | 1      | 0       | 1      |
| Gymnastiek       | 0      | 1       | 1      |
| Judo             | 2      | 4       | 6      |
| Kanovaren        | 5      | 8       | 13     |
| Klimsport        | 0      | 1       | 1      |
| Moderne Vijfkamp | 2      | 1       | 3      |
| Paardensport     | 1      | 2       | 3      |
| Roeien           | 12     | 8       | 20     |
| Schermen         | 0      | 4       | 4      |
| Schietsport      | 1      | 4       | 5      |
| Skateboarden     | 0      | 1       | 1      |
| Taekwondo        | 0      | 2       | 2      |
| tafeltennis      | 0      | 3       | 3      |
| Tennis           | 3      | 3       | 6      |
| Volleybal        | 16     | 0       | 16     |
| Worstelen        | 3      | 3       | 6      |
| Wielersport      | 9      | 8       | 17     |
| Zeilen           | 3      | 6       | 9      |
| Zwemmen          | 13     | 4       | 17     |
| totaal           | 110    | 100     | 210    |

## Sporten

### Atletiek
Mannen
Loopnummers
| atleet | onderdeel          | series  | series | kwartfinale | kwartfinale | halve finale   | halve finale   | finale         | finale         |
| atleet | onderdeel          | tijd    | rang   | tijd        | rang        | tijd           | rang           | tijd           | rang           |
| --- | ------------------ | ------- | ------ | ----------- | ----------- | -------------- | -------------- | -------------- | -------------- |
| Karol Zalewski | 400 m              | 2.15,38 | 8      | n.v.t.      | n.v.t.      | niet geplaatst | niet geplaatst | niet geplaatst | niet geplaatst |
| Mateusz Borkowski | 800 m              | 1.45,34 | 2 Q    | n.v.t.      | n.v.t.      | 1.46,54        | 8              | niet geplaatst | niet geplaatst |
| Patryk Dobek | 800 m              | 1.46,59 | 3 Q    | n.v.t.      | n.v.t.      | 1.44,60        | 1 Q            | 1.45,39        | Brons          |
| Marcin Lewandowski | 1500 m             | 4.43,96 | 15 q   | n.v.t.      | n.v.t.      | DNF            | DNF            | niet geplaatst | niet geplaatst |
| Michał Rozmys | 1500 m             | 3.36,28 | 6 Q    | n.v.t.      | n.v.t.      | 3.54,53        | 13 q           | 3.32,67        | 8              |
| Damian Czykier | 110 m horden       | 13,61   | 4 Q    | n.v.t.      | n.v.t.      | 13,63          | 6              | niet geplaatst | niet geplaatst |
| Marcin Chabowski | marathon           | n.v.t.  | n.v.t. | n.v.t.      | n.v.t.      | n.v.t.         | n.v.t.         | DNF            | DNF            |
| Arkadiusz Gardzielewski | marathon           | n.v.t.  | n.v.t. | n.v.t.      | n.v.t.      | n.v.t.         | n.v.t.         | 2:22.50        | 62             |
| Adam Nowicki | marathon           | n.v.t.  | n.v.t. | n.v.t.      | n.v.t.      | n.v.t.         | n.v.t.         | 2:17.19        | 37             |
| Łukasz Niedziałek | 20 km snelwandelen | n.v.t.  | n.v.t. | n.v.t.      | n.v.t.      | n.v.t.         | n.v.t.         | DNF            | DNF            |
| Rafał Augustyn | 50 km snelwandelen | n.v.t.  | n.v.t. | n.v.t.      | n.v.t.      | n.v.t.         | n.v.t.         | DNF            | DNF            |
| Artur Brzozowski | 50 km snelwandelen | n.v.t.  | n.v.t. | n.v.t.      | n.v.t.      | n.v.t.         | n.v.t.         | 3:54.08        | 12             |
| Dawid Tomala | 50 km snelwandelen | n.v.t.  | n.v.t. | n.v.t.      | n.v.t.      | n.v.t.         | n.v.t.         | 3:50.08        | Goud           |
| Kajetan Duszyński(R-F) Patryk Grzegorzewicz Dariusz Kowaluk(R-F) Jakub Krzewina(R) Mateusz Rzeźniczak(F) Wiktor Suwara Karol Zalewski(R-F) | 4x400m             | 2.58,55 | 1 Q    | n.v.t.      | n.v.t.      | n.v.t.         | n.v.t.         | 2.58,46        | 5              |

Technische nummers
| atleet              | onderdeel            | kwalificaties | kwalificaties | finale         | finale         |
| atleet              | onderdeel            | afstand       | rang          | afstand        | rang           |
| ------------------- | -------------------- | ------------- | ------------- | -------------- | -------------- |
| Piotr Małachowski   | discuswerpen         | 62,68         | 15            | niet geplaatst | niet geplaatst |
| Bartłomiej Stój     | discuswerpen         | 62,84         | 14            | niet geplaatst | niet geplaatst |
| Paweł Fajdek        | kogelslingeren       | 76,46         | 9 q           | 81,53          | Brons          |
| Wojciech Nowicki    | kogelslingeren       | 79,78         | 1 Q           | 82,52          | Goud           |
| Michał Haratyk      | kogelstoten          | 20,86         | 13            | niet geplaatst | niet geplaatst |
| Konrad Bukowiecki   | kogelstoten          | 20,01         | 23            | niet geplaatst | niet geplaatst |
| Robert Sobera       | polsstokhoogspringen | 5,65          | 15            | niet geplaatst | niet geplaatst |
| Paweł Wojciechowski | polsstokhoogspringen | 5,30          | 28            | niet geplaatst | niet geplaatst |
| Piotr Lisek         | polsstokhoogspringen | 5,75          | 11 q          | 5,80           | 6              |
| Marcin Krukowski    | speerwerpen          | 74,65         | 28            | niet geplaatst | niet geplaatst |
| Cyprian Mrzygłód    | speerwerpen          | 78,33         | 20            | niet geplaatst | niet geplaatst |

Meerkamp
| atleet          | onderdeel | onderdeel | 100 m | vs   | ks    | hs   | 400 m | 110 h | dw    | ph   | sw    | 1500 m  | finale | rang |
| --------------- | --------- | --------- | ----- | ---- | ----- | ---- | ----- | ----- | ----- | ---- | ----- | ------- | ------ | ---- |
| Paweł Wiesiołek | tienkamp  | res.      | 10,83 | 7,27 | 14,90 | 2,02 | 48,24 | 14,95 | 48,27 | 4,80 | 51,60 | 4.30,02 | 8176   | 12   |
| Paweł Wiesiołek | tienkamp  | pnt.      | 899   | 878  | 784   | 822  | 898   | 856   | 834   | 849  | 612   | 744     | 8176   | 12   |

Vrouwen
Loopnummers
| atlete | onderdeel           | series   | series | kwartfinale | kwartfinale | halve finale   | halve finale   | finale         | finale         |
| atlete | onderdeel           | tijd     | rang   | tijd        | rang        | tijd           | rang           | tijd           | rang           |
| --- | ------------------- | -------- | ------ | ----------- | ----------- | -------------- | -------------- | -------------- | -------------- |
| Natalia Kaczmarek | 400 m               | 51,06    | 2 Q    | n.v.t.      | n.v.t.      | 50,79          | 4              | niet geplaatst | niet geplaatst |
| Joanna Jóźwik | 800 m               | 2.01,87  | 3 Q    | n.v.t.      | n.v.t.      | 2.02,32        | 5              | niet geplaatst | niet geplaatst |
| Angelika Sarna | 800 m               | 2.02,18  | 4      | n.v.t.      | n.v.t.      | niet geplaatst | niet geplaatst | niet geplaatst | niet geplaatst |
| Anna Wielgosz | 800 m               | 2.03,20  | 6      | n.v.t.      | n.v.t.      | niet geplaatst | niet geplaatst | niet geplaatst | niet geplaatst |
| Martyna Galant | 1500 m              | 4.05,03  | 8 q    | n.v.t.      | n.v.t.      | 4.06,01        | 10             | niet geplaatst | niet geplaatst |
| Pia Skrzyszowska | 100 m horden        | 12,75    | 3 Q    | n.v.t.      | n.v.t.      | 12,89          | 6              | niet geplaatst | niet geplaatst |
| Klaudia Siciarz | 100 m horden        | 12,98    | 6 q    | n.v.t.      | n.v.t.      | 12,84          | 5              | niet geplaatst | niet geplaatst |
| Joanna Linkiewicz | 400 m horden        | 54,93    | 4 Q    | n.v.t.      | n.v.t.      | 55,67          | 5              | niet geplaatst | niet geplaatst |
| Alicja Konieczek | 3000 m steeplechase | 9.31,79  | 8      | n.v.t.      | n.v.t.      | n.v.t.         | n.v.t.         | niet geplaatst | niet geplaatst |
| Aneta Konieczek | 3000 m steeplechase | 10.07,25 | 12     | n.v.t.      | n.v.t.      | n.v.t.         | n.v.t.         | niet geplaatst | niet geplaatst |
| Aleksandra Lisowska | marathon            | n.v.t.   | n.v.t. | n.v.t.      | n.v.t.      | n.v.t.         | n.v.t.         | 2:35.33        | 33             |
| Angelika Mach | marathon            | n.v.t.   | n.v.t. | n.v.t.      | n.v.t.      | n.v.t.         | n.v.t.         | 2:42.26        | 59             |
| Karolina Nadolska | marathon            | n.v.t.   | n.v.t. | n.v.t.      | n.v.t.      | n.v.t.         | n.v.t.         | 2:32.04        | 14             |
| Katarzyna Zdziebło | 20 km snelwandelen  | n.v.t.   | n.v.t. | n.v.t.      | n.v.t.      | n.v.t.         | n.v.t.         | 1:31.29        | 10             |
| Klaudia Adamek(R) Marlena Gola Paulina Guzowska Paulina Paluch(R) Marika Popowicz-Drapała(R) Pia Skrzyszowska(R)                                                | 4x100 m             | 43,09    | 4      | n.v.t.      | n.v.t.      | n.v.t.         | n.v.t.         | niet geplaatst | niet geplaatst |
| Dominika Baćmaga Iga Baumgart-Witan(R-F) Małgorzata Hołub-Kowalik(R-F) Natalia Kaczmarek(F) Anna Kiełbasińska(R) Kornelia Lesiewicz Justyna Święty-Ersetic(R-F) | 4x400 m             | 3.23,10  | 1 Q    | n.v.t.      | n.v.t.      | n.v.t.         | n.v.t.         | 3.20,53 NR     | Zilver         |

Technische nummers
| atlete           | onderdeel      | kwalificaties | kwalificaties | finale         | finale         |
| atlete           | onderdeel      | afstand       | rang          | afstand        | rang           |
| ---------------- | -------------- | ------------- | ------------- | -------------- | -------------- |
| Kamila Lićwinko  | hoogspringen   | 1,95          | 8 Q           | 1,93           | 11             |
| Malwina Kopron   | kogelslingeren | 73,06         | 8 q           | 75,49          | Brons          |
| Anita Włodarczyk | kogelslingeren | 76,99         | 1 Q           | 78,48          | Goud           |
| Joanna Fiodorow  | kogelslingeren | 72,32         | 10 q          | 73,83          | 7              |
| Paulina Guba     | kogelstoten    | 16,98         | 27            | niet geplaatst | niet geplaatst |
| Klaudia Kardasz  | kogelstoten    | 17,76         | 18            | niet geplaatst | niet geplaatst |
| Maria Andrejczyk | speerwerpen    | 65,24         | 1 Q           | 64,61          | Zilver         |

Meerkamp
| atlete         | onderdeel | onderdeel | 100 h | hs   | ks    | 200 m | vs   | sw    | 800 m   | totaal | rang |
| -------------- | --------- | --------- | ----- | ---- | ----- | ----- | ---- | ----- | ------- | ------ | ---- |
| Adrianna Sułek | zevenkamp | res.      | 13,58 | 1,83 | 12,80 | 24,16 | 5,93 | 36,84 | 2.07,92 | 6164   | 16   |
| Adrianna Sułek | zevenkamp | pnt.      | 1039  | 1016 | 714   | 965   | 828  | 607   | 995     | 6164   | 16   |

Gemengd
| atleet | onderdeel | series     | series | kwartfinale | kwartfinale | halve finale | halve finale | finale     | finale |
| atleet | onderdeel | tijd       | rang   | tijd        | rang        | tijd         | rang         | tijd       | rang   |
| --- | --------- | ---------- | ------ | ----------- | ----------- | ------------ | ------------ | ---------- | ------ |
| Karol Zalewski(F) Natalia Kaczmarek(F) Justyna Święty-Ersetic(F) Kajetan Duszynski(R-F) Dariusz Kowaluk(R) Iga Baumgart-Witan(R) Malgorzata Holub-Kowalik(R) | 4×400 m   | 3.10,44 OR | 1 Q    | n.v.t.      | n.v.t.      | n.v.t.       | n.v.t.       | 3.09,87 OR | Goud   |

### Basketbal

#### 3x3
Mannen
| Olympiër                                                       | Discipline | Resultaat | Prestatie |
| -------------------------------------------------------------- | ---------- | --------- | --------- |
| Szymon Rduch Michael Hicks Przemysław Zamojski Paweł Pawłowski | 3x3        | 7         | zie onder |

| Groep |                 |             |             |             |            |            |            |        |
| #     | Land            | Wedstrijden | Wedstrijden | Wedstrijden | Doelpunten | Doelpunten | Doelpunten | Punten |
| #     | Land            | GW          | W           | V           | V          | T          | Saldo      | Punten |
| 1     | Servië          | 7           | 7           | 0           | 138        | 91         | +47        | 14     |
| 2     | België          | 7           | 4           | 3           | 126        | 127        | -1         | 8      |
| 3     | Letland         | 7           | 4           | 3           | 133        | 129        | +4         | 8      |
| 4     | Nederland       | 7           | 4           | 3           | 132        | 129        | +3         | 8      |
| 5     | Russische ploeg | 7           | 3           | 4           | 116        | 125        | -9         | 6      |
| 6     | Japan           | 7           | 2           | 5           | 123        | 134        | -11        | 4      |
| 7     | Polen           | 7           | 2           | 5           | 120        | 130        | -10        | 4      |
| 8     | China           | 7           | 2           | 5           | 119        | 142        | -23        | 4      |

| Ronde        | Datum          | Lokale tijd    | MEZT           | Land           | Score          | Land            |
| ------------ | -------------- | -------------- | -------------- | -------------- | -------------- | --------------- |
| groepsfase   | 24 juli        | 11:35          | 04:35          | Letland        | 21 - 14        | Polen           |
| groepsfase   | 24 juli        | 19:05          | 14:05          | Polen          | 20 - 19        | Japan           |
| groepsfase   | 25 juli        | 12:00          | 05:00          | Servië         | 15 - 12        | Polen           |
| groepsfase   | 25 juli        | 18:40          | 11:40          | Polen          | 21 - 16        | Russische ploeg |
| groepsfase   | 26 juli        | 19:05          | 14:05          | China          | 21 - 19        | Polen           |
| groepsfase   | 26 juli        | 22:25          | 15:25          | Nederland      | 22 - 20        | Polen           |
| groepsfase   | 27 juli        | 14:40          | 07:40          | België         | 16 - 14        | Polen           |
|              |                |                |                |                |                |                 |
| kwartfinale  | niet geplaatst | niet geplaatst | niet geplaatst | niet geplaatst | niet geplaatst | niet geplaatst  |
|              |                |                |                |                |                |                 |
| halve finale | niet geplaatst | niet geplaatst | niet geplaatst | niet geplaatst | niet geplaatst | niet geplaatst  |
|              |                |                |                |                |                |                 |
| finale       | niet geplaatst | niet geplaatst | niet geplaatst | niet geplaatst | niet geplaatst | niet geplaatst  |

### Boksen
Mannen
| atleet         | onderdeel    | eerste ronde         | tweede ronde         | kwartfinale          | halve finale         | finale               | rang           |
| atleet         | onderdeel    | tegenstander uitslag | tegenstander uitslag | tegenstander uitslag | tegenstander uitslag | tegenstander uitslag | rang           |
| -------------- | ------------ | -------------------- | -------------------- | -------------------- | -------------------- | -------------------- | -------------- |
| Damian Durkacz | lichtgewicht | Mamedov V 0 - 5      | niet geplaatst       | niet geplaatst       | niet geplaatst       | niet geplaatst       | niet geplaatst |

Vrouwen
| atlete             | onderdeel     | eerste ronde         | tweede ronde         | kwartfinale          | halve finale         | finale               | rang           |
| atlete             | onderdeel     | tegenstander uitslag | tegenstander uitslag | tegenstander uitslag | tegenstander uitslag | tegenstander uitslag | rang           |
| ------------------ | ------------- | -------------------- | -------------------- | -------------------- | -------------------- | -------------------- | -------------- |
| Sandra Drabik      | vlieggewicht  | Rakhimova V 1 - 4    | niet geplaatst       | niet geplaatst       | niet geplaatst       | niet geplaatst       | niet geplaatst |
| Karolina Koszewska | weltergewicht | Yunosova W 5 - 0     | Sürmeneli V 0 - 5    | niet geplaatst       | niet geplaatst       | niet geplaatst       | niet geplaatst |
| Elżbieta Wójcik    | middelgewicht | n.v.t.               | Fontijn V 1 - 4      | niet geplaatst       | niet geplaatst       | niet geplaatst       | niet geplaatst |

### Boogschieten
Mannen
| atleet             | onderdeel   | plaatsingsronde | plaatsingsronde | eerste ronde         | tweede ronde         | derde ronde          | kwartfinale          | halve finale         | finale / BM          | finale / BM |
| atleet             | onderdeel   | score           | rang            | tegenstander uitslag | tegenstander uitslag | tegenstander uitslag | tegenstander uitslag | tegenstander uitslag | tegenstander uitslag | rang        |
| ------------------ | ----------- | --------------- | --------------- | -------------------- | -------------------- | -------------------- | -------------------- | -------------------- | -------------------- | ----------- |
| Sławomir Napłoszek | individueel | 637             | 59              | S Wijler V 4 – 6     | niet geplaatst       | niet geplaatst       | niet geplaatst       | niet geplaatst       | niet geplaatst       | 33          |

Vrouwen
| atleet          | onderdeel   | plaatsingsronde | plaatsingsronde | eerste ronde         | tweede ronde         | derde ronde          | kwartfinale          | halve finale         | finale / BM          | finale / BM |
| atleet          | onderdeel   | score           | rang            | tegenstander uitslag | tegenstander uitslag | tegenstander uitslag | tegenstander uitslag | tegenstander uitslag | tegenstander uitslag | rang        |
| --------------- | ----------- | --------------- | --------------- | -------------------- | -------------------- | -------------------- | -------------------- | -------------------- | -------------------- | ----------- |
| Sylwia Zyzańska | individueel | 630             | 42              | L Boari V 0 – 6      | niet geplaatst       | niet geplaatst       | niet geplaatst       | niet geplaatst       | niet geplaatst       | 33          |

Gemengd
| atlete                             | onderdeel | plaatsingsronde | plaatsingsronde | eerste ronde         | kwartfinale          | halve finale         | finale / BM          | finale / BM    |
| atlete                             | onderdeel | score           | rang            | tegenstander uitslag | tegenstander uitslag | tegenstander uitslag | tegenstander uitslag | rang           |
| ---------------------------------- | --------- | --------------- | --------------- | -------------------- | -------------------- | -------------------- | -------------------- | -------------- |
| Sylwia Zyzańska Sławomir Napłoszek | team      | 1267            | 24              | niet geplaatst       | niet geplaatst       | niet geplaatst       | niet geplaatst       | niet geplaatst |

### Gewichtheffen
Mannen
| atlete                   | onderdeel | trekken | trekken | stoten | stoten | totaal | rang |
| atlete                   | onderdeel | score   | rang    | score  | rang   | totaal | rang |
| ------------------------ | --------- | ------- | ------- | ------ | ------ | ------ | ---- |
| Bartlomiej Stefan Adamus | -96 kg    | 163     | 9       | 197    | 9      | 360    | 7    |
| Arkadiusz Michalski      | -109 kg   | 175     | 10      | 216    | 7      | 391    | 7    |

Vrouwen
| atlete           | onderdeel | trekken | trekken | stoten | stoten | totaal | rang |
| atlete           | onderdeel | score   | rang    | score  | rang   | totaal | rang |
| ---------------- | --------- | ------- | ------- | ------ | ------ | ------ | ---- |
| Joanna Łochowska | -55 kg    | 84      | 10      | 102    | 10     | 186    | 10   |

### Golf
Mannen
| atleet        | onderdeel | eerste ronde | tweede ronde | derde ronde | vierde ronde | totaal | totaal | totaal |
| atleet        | onderdeel | score        | score        | score       | score        | score  | par    | rang   |
| ------------- | --------- | ------------ | ------------ | ----------- | ------------ | ------ | ------ | ------ |
| Adrian Meronk | mannen    | 72           | 71           | 69          | 70           | 282    | -2     | 51     |

### Gymnastiek

#### Turnen
Vrouwen
| atlete         | onderdeel            | kwalificatie | kwalificatie | kwalificatie | kwalificatie | kwalificatie | kwalificatie | finale         | finale         | finale         | finale         | finale         | finale         |
| atlete         | onderdeel            | toestel      | toestel      | toestel      | toestel      | totaal       | positie      | toestel        | toestel        | toestel        | toestel        | totaal         | positie        |
| atlete         | onderdeel            | sprong       | brug         | balk         | vloer        | totaal       | positie      | sprong         | brug           | balk           | vloer          | totaal         | positie        |
| -------------- | -------------------- | ------------ | ------------ | ------------ | ------------ | ------------ | ------------ | -------------- | -------------- | -------------- | -------------- | -------------- | -------------- |
| Gabriela Janik | meerkamp individueel | 13.483       | 12.966       | 12.433       | 11.933       | 50.932       | 54           | niet geplaatst | niet geplaatst | niet geplaatst | niet geplaatst | niet geplaatst | niet geplaatst |

### Judo
Mannen
| atlete          | onderdeel | eerste ronde                | tweede ronde         | kwartfinale          | halve finale         | herkansing           | finale / BM          | finale / BM    |
| atlete          | onderdeel | tegenstander uitslag        | tegenstander uitslag | tegenstander uitslag | tegenstander uitslag | tegenstander uitslag | tegenstander uitslag | rang           |
| --------------- | --------- | --------------------------- | -------------------- | -------------------- | -------------------- | -------------------- | -------------------- | -------------- |
| Piotr Kuczera   | −90 kg    | Lasja Bekaoeri V 10s1 - 000 | niet geplaatst       | niet geplaatst       | niet geplaatst       | niet geplaatst       | niet geplaatst       | niet geplaatst |
| Maciej Sarnacki | +100 kg   | Kokauri V 00-10             | niet geplaatst       | niet geplaatst       | niet geplaatst       | niet geplaatst       | niet geplaatst       | niet geplaatst |

Vrouwen
| atlete             | onderdeel | eerste ronde                     | tweede ronde                | kwartfinale                  | halve finale         | herkansing                     | finale / BM          | finale / BM    |
| atlete             | onderdeel | tegenstander uitslag             | tegenstander uitslag        | tegenstander uitslag         | tegenstander uitslag | tegenstander uitslag           | tegenstander uitslag | rang           |
| ------------------ | --------- | -------------------------------- | --------------------------- | ---------------------------- | -------------------- | ------------------------------ | -------------------- | -------------- |
| Agatha Perenc      | −52 kg    | Pimenta V 00-01                  | niet geplaatst              | niet geplaatst               | niet geplaatst       | niet geplaatst                 | niet geplaatst       | niet geplaatst |
| Julia Kowalczyk    | −57 kg    | Hedvig Karakas W 1s1 - 0s1       | Telma Monteire W 10s1 - 0s3 | Jessica Klimkait V 010 - 000 | niet geplaatst       | Eteri Liparteliani V 1s2 - 000 | niet geplaatst       | 7              |
| Agata Ozdoba-Błach | −63 kg    | García W 10-00                   | Tashiro W 10-00             | Tentracchio V 00-10          | niet geplaatst       | Barrios V 00-01                | niet geplaatst       | 7              |
| Beata Pacut        | −78 kg    | Sarah Myriam Mazouz W 10s1 - 0s2 | Shori Hamada V 010 - 000    | niet geplaatst               | niet geplaatst       | niet geplaatst                 | niet geplaatst       | niet geplaatst |

### Kanovaren

#### Slalom
Mannen
| atleet              | onderdeel  | series | series | series | series | series    | series | halve finale | halve finale | finale         | finale         |
| atleet              | onderdeel  | run 1  | rang   | run 2  | rang   | beste run | rang   | tijd         | rang         | tijd           | rang           |
| ------------------- | ---------- | ------ | ------ | ------ | ------ | --------- | ------ | ------------ | ------------ | -------------- | -------------- |
| Grzegorz Hedwig     | C-1 slalom | 109.09 | 12     | 105.95 | 13     | 105,95    | 14 Q   | 112.16       | 14           | niet geplaatst | niet geplaatst |
| Krzysztof Majerczak | K-1 slalom | 99.86  | 17     | 95.21  | 13     | 95,21     | 17 Q   | 100.99       | 15           | niet geplaatst | niet geplaatst |

Vrouwen
| atlete            | onderdeel  | series | series | series | series | series    | series | halve finale   | halve finale   | finale         | finale         |
| atlete            | onderdeel  | run 1  | rang   | run 2  | rang   | beste run | rang   | tijd           | rang           | tijd           | rang           |
| ----------------- | ---------- | ------ | ------ | ------ | ------ | --------- | ------ | -------------- | -------------- | -------------- | -------------- |
| Aleksandra Stach  | C-1 slalom | 145,58 | 18     | 134,03 | 17     | 134,04    | 19     | niet geplaatst | niet geplaatst | niet geplaatst | niet geplaatst |
| Klaudia Zwolińska | K-1 slalom | 108,97 | 7      | 110,46 | 12     | 108,97    | 10 Q   | 111,76         | 10 Q           | 108,95         | 5              |

#### Sprint
Mannen
| atleet                           | onderdeel  | series   | series | kwartfinale | kwartfinale | halve finale   | halve finale   | finale         | finale         |
| atleet                           | onderdeel  | tijd     | rang   | tijd        | rang        | tijd           | rang           | tijd           | rang           |
| -------------------------------- | ---------- | -------- | ------ | ----------- | ----------- | -------------- | -------------- | -------------- | -------------- |
| Wiktor Głazunow                  | C-1 1000 m | 4.25,996 | 6      | 4.07,632    | 1           | 4.09,876       | 7 FB           | 4.04,463       | 13             |
| Mateusz Kamiński                 | C-1 1000 m | 4.11,202 | 4      | 4.08,172    | 3           | niet geplaatst | niet geplaatst | niet geplaatst | niet geplaatst |
| Wiktor Głazunow Mateusz Kamiński | C-2 1000 m | 3.49,956 | 6      | 3.49,770    | 1           | 3.28,282       | 3 FA           | 3.32,317       | 7              |

Vrouwen
| atlete                                                          | onderdeel | series   | series | kwartfinale | kwartfinale | halve finale   | halve finale   | finale         | finale         |
| atlete                                                          | onderdeel | tijd     | rang   | tijd        | rang        | tijd           | rang           | tijd           | rang           |
| --------------------------------------------------------------- | --------- | -------- | ------ | ----------- | ----------- | -------------- | -------------- | -------------- | -------------- |
| Dorota Borowska                                                 | C-1 200 m | 47,655   | 1      | bye         | bye         | 47,703         | 4 FA           | 47,116         | 4              |
| Marta Walczykiewicz                                             | K-1 200 m | 41,100   | 2      | bye         | bye         | 38,563         | 3 FA           | 39,170         | 4              |
| Helena Wiśniewska                                               | K-1 200 m | 41,407   | 4      | 41,559      | 3           | niet geplaatst | niet geplaatst | niet geplaatst | niet geplaatst |
| Justyna Iskrzycka                                               | K-1 500 m | 1.49,893 | 2      | bye         | bye         | 1.53,899       | 4 FB           | 1.54,086       | 11             |
| Marta Walczykiewicz                                             | K-1 500 m | 1.50,184 | 3      | bye         | bye         | 1.53,860       | 3 FB           | 1.55,659       | 13             |
| Karolina Naja Anna Puławska                                     | K-2 500 m | 1.44,606 | 1      | bye         | bye         | 1.37,219       | 4 FA           | 1.36,753       | Zilver         |
| Karolina Naja Anna Puławska Justyna Iskrzycka Helena Wiśniewska | K-4 500 m | 1.33,468 | 1      | bye         | bye         | 1.36,078       | 1 FA           | 1.36,445       | Brons          |

### Klimsport
Vrouwen
| atlete              | onderdeel | kwalificatie | kwalificatie | kwalificatie | kwalificatie | kwalificatie | kwalificatie | kwalificatie | totaal | totaal | finale  | finale | finale    | finale    | finale | finale | finale | totaal | totaal |
| atlete              | onderdeel | speed        | speed        | boulderen    | boulderen    | lead         | lead         | lead         | totaal | totaal | speed   | speed  | boulderen | boulderen | lead   | lead   | lead   | totaal | totaal |
| atlete              | onderdeel | beste        | rang         | punten       | rang         | punten       | tijd         | rang         | totaal | rang   | beste   | rang   | punten    | rang      | punten | tijd   | rang   | totaal | rang   |
| ------------------- | --------- | ------------ | ------------ | ------------ | ------------ | ------------ | ------------ | ------------ | ------ | ------ | ------- | ------ | --------- | --------- | ------ | ------ | ------ | ------ | ------ |
| Aleksandra Miroslaw | klimmen   | 6,97 OR      | 1            | 0T0z 0 0     | 20           | 12           | -            | 19           | 380,00 | 7 Q    | 6,84 WR | 1      | 0T0z 0 0  | 8         | 9+     | -      | 8      | 64     | 4      |

### Moderne vijfkamp
Mannen
| atleet            | onderdeel        | schermen (degen) | schermen (degen) | schermen (degen) | schermen (degen) | zwemmen (200 m vrije slag) | zwemmen (200 m vrije slag) | zwemmen (200 m vrije slag) | paardrijden (springen) | paardrijden (springen) | paardrijden (springen) | combinatie: schieten/lopen (10 m luchtpistool)/(3200 m) | combinatie: schieten/lopen (10 m luchtpistool)/(3200 m) | combinatie: schieten/lopen (10 m luchtpistool)/(3200 m) | totaal punten | rang |
| atleet            | onderdeel        | RR               | BR               | rang             | punten           | tijd                       | rang                       | punten                     | strafpunten            | rang                   | punten                 | tijd                                                    | rang                                                    | punten                                                  | totaal punten | rang |
| ----------------- | ---------------- | ---------------- | ---------------- | ---------------- | ---------------- | -------------------------- | -------------------------- | -------------------------- | ---------------------- | ---------------------- | ---------------------- | ------------------------------------------------------- | ------------------------------------------------------- | ------------------------------------------------------- | ------------- | ---- |
| Łukasz Gutkowski  | moderne vijfkamp | 19-16            | 1                | 12               | 215              | 2.00,59                    | 11                         | 309                        | 22                     | 24                     | 278                    | 11.02,50                                                | 8                                                       | 638                                                     | 1440          | 12   |
| Sebastian Stasiak | moderne vijfkamp | 18-17            | 0                | 16               | 208              | 2.04,59                    | 25                         | 301                        | 14                     | 13                     | 286                    | 10.55,95                                                | 5                                                       | 645                                                     | 1440          | 13   |

Vrouwen
| atleet           | onderdeel        | schermen (degen) | schermen (degen) | schermen (degen) | schermen (degen) | zwemmen (200 m vrije slag) | zwemmen (200 m vrije slag) | zwemmen (200 m vrije slag) | paardrijden (springen) | paardrijden (springen) | paardrijden (springen) | combinatie: schieten/lopen (10 m luchtpistool)/(3200 m) | combinatie: schieten/lopen (10 m luchtpistool)/(3200 m) | combinatie: schieten/lopen (10 m luchtpistool)/(3200 m) | totaal punten | rang |
| atleet           | onderdeel        | RR               | BR               | rang             | punten           | tijd                       | rang                       | punten                     | strafpunten            | rang                   | punten                 | tijd                                                    | rang                                                    | punten                                                  | totaal punten | rang |
| ---------------- | ---------------- | ---------------- | ---------------- | ---------------- | ---------------- | -------------------------- | -------------------------- | -------------------------- | ---------------------- | ---------------------- | ---------------------- | ------------------------------------------------------- | ------------------------------------------------------- | ------------------------------------------------------- | ------------- | ---- |
| Anna Maliszewska | moderne vijfkamp | 18-17            | 0                | 17               | 208              | 2.17,23                    | 26                         | 276                        | 66                     | 28                     | 234                    | 12.15,02                                                | 8                                                       | 565                                                     | 1283          | 20   |

### Paardensport
Jan Kamiński en Jard trokken mee naar Tokio als reserve. Ter plekke vervingen ze Paweł Spisak en Banderas, omdat deze laatste ongeschikt werd verklaard om deel te nemen.
| ruiter                                          | paard            | onderdeel   | dressuur    | dressuur | cross-country | cross-country | cross-country | springen       | springen       | springen       | springen       | springen       | springen       | totaal         | totaal         |
| ruiter                                          | paard            | onderdeel   | dressuur    | dressuur | cross-country | cross-country | cross-country | kwalificatie   | kwalificatie   | kwalificatie   | finale         | finale         | finale         | totaal         | totaal         |
| ruiter                                          | paard            | onderdeel   | strafpunten | rang     | strafpunten   | totaal        | rang          | strafpunten    | totaal         | rang           | strafpunten    | totaal         | rang           | strafpunten    | rang           |
| ----------------------------------------------- | ---------------- | ----------- | ----------- | -------- | ------------- | ------------- | ------------- | -------------- | -------------- | -------------- | -------------- | -------------- | -------------- | -------------- | -------------- |
| Małgorzata Cybulska                             | Chenaro 2        | individueel | 31.00       | 18       | 200,00        | EL            | EL            | niet geplaatst | niet geplaatst | niet geplaatst | niet geplaatst | niet geplaatst | niet geplaatst | niet geplaatst | niet geplaatst |
| Joanna Pawlak                                   | Fantastic Frieda | individueel | 40,50       | 55       | 45,20         | 85,70         | 41            | 100,00         | EL             | EL             | niet geplaatst | niet geplaatst | niet geplaatst | niet geplaatst | niet geplaatst |
| Jan Kamiński                                    | Jard             | individueel | 33,10       | 32       | 12,80         | 45,90         | 30            | 9,20           | 55,10          | 29             | niet geplaatst | niet geplaatst | niet geplaatst | 55,10          | 29             |
| Małgorzata Cybulska] Joanna Pawlak Jan Kamiński | zie hierboven    | team        | 104.60      | 12       | 258,00        | 362,60        | 13            | 117,20         | 479,80         | 13             | n.v.t.         | n.v.t.         | n.v.t.         | 479,80         | 13             |

### Roeien
Mannen
| atleet                                                                | onderdeel          | series  | series | herkansingen | herkansingen | kwartfinale | kwartfinale | halve finale | halve finale | finale  | finale |
| atleet                                                                | onderdeel          | tijd    | rang   | tijd         | rang         | tijd        | rang        | tijd         | rang         | tijd    | rang   |
| --------------------------------------------------------------------- | ------------------ | ------- | ------ | ------------ | ------------ | ----------- | ----------- | ------------ | ------------ | ------- | ------ |
| Mateusz Biskup Miroslaw Zietarski                                     | dubbel-twee        | 6.11,22 | 1 HA/B | bye          | bye          | n.v.t.      | n.v.t.      | 6.24,50      | 3 FA         | 6.09,17 | 6      |
| Jerzy Kowalski Artur Mikolajczewski                                   | lichte dubbel-twee | 6.31,85 | 3 H    | 6.43,44      | 1 HA/B       | n.v.t.      | n.v.t.      | 6.12,79      | 4 FB         | 6.16,01 | 8      |
| Dominik Czaja Wiktor Chabel Szymon Posnik Fabian Baranski             | dubbel-vier        | 5.39,25 | 1 FA   | bye          | bye          | n.v.t.      | n.v.t.      | n.v.t.       | n.v.t.       | 5.34,27 | 4      |
| Mateusz Wilangowski Mikolaj Burda Marcin Brzezinski Michal Szpakowski | vier-zonder        | 6.03,38 | 3 H    | 6.12,52      | 3 FB         | n.v.t.      | n.v.t.      | n.v.t.       | n.v.t.       | 5.57,17 | 7      |

Vrouwen
| atlete                                                                   | onderdeel   | series  | series | herkansingen | herkansingen | kwartfinale | kwartfinale | halve finale | halve finale | finale  | finale |
| atlete                                                                   | onderdeel   | tijd    | rang   | tijd         | rang         | tijd        | rang        | tijd         | rang         | tijd    | rang   |
| ------------------------------------------------------------------------ | ----------- | ------- | ------ | ------------ | ------------ | ----------- | ----------- | ------------ | ------------ | ------- | ------ |
| Agnieszka Kobus-Zawojska Marta Wieliczko Maria Sajdak Katarzyna Zillmann | dubbel-vier | 6.18,62 | 2 FA   | bye          | bye          | n.v.t.      | n.v.t.      | n.v.t.       | n.v.t.       | 6.11,36 | Zilver |
| Maria Wierzbowska Olga Michalkiewicz Monika Chabel Joanna Dittmann       | vier-zonder | 6.48,33 | 6 H    | 6.46,57      | 2 FA         | n.v.t.      | n.v.t.      | n.v.t.       | n.v.t.       | 6.29,95 | 6      |

Legenda: FA=finale A (medailles); FB=finale B (geen medailles); FC=finale C (geen medailles); FD=finale D (geen medailles); FE=finale E (geen medailles); FF=finale F (geen medailles); HA/B=halve finale A/B; HC/D=halve finale C/D; HE/F=halve finale E/F; KF=kwartfinale; H=herkansing

### Schermen
Vrouwen
| atlete                                                                     | onderdeel  | eerste ronde         | tweede ronde         | derde ronde                  | kwartfinale                                         | halve finale                                                            | finale / BM                                                            | finale / BM    |
| atlete                                                                     | onderdeel  | tegenstander uitslag | tegenstander uitslag | tegenstander uitslag         | tegenstander uitslag                                | tegenstander uitslag                                                    | tegenstander uitslag                                                   | rang           |
| -------------------------------------------------------------------------- | ---------- | -------------------- | -------------------- | ---------------------------- | --------------------------------------------------- | ----------------------------------------------------------------------- | ---------------------------------------------------------------------- | -------------- |
| Renata Knapik-Miazga                                                       | degen      | bye                  | Kryvytska W 15 - 8   | Kong Man Wai Vivian V 8 - 15 | niet geplaatst                                      | niet geplaatst                                                          | niet geplaatst                                                         | niet geplaatst |
| Aleksandra Jarecka                                                         | degen      | bye                  | Kolobova W 15 - 11   | Fiamingo V 13 - 15           | niet geplaatst                                      | niet geplaatst                                                          | niet geplaatst                                                         | niet geplaatst |
| Ewa Trzebińska                                                             | degen      | bye                  | Lehis V 10 - 11      | niet geplaatst               | niet geplaatst                                      | niet geplaatst                                                          | niet geplaatst                                                         | niet geplaatst |
| Aleksandra Jarecka Renata Knapik-Miazga Magdalena Piekarska Ewa Trzebińska | team degen | n.v.t.               | n.v.t.               | n.v.t.                       | Embrich / Lehis / Beljajeva / Erika Kirpu V 26 - 29 | Plaatsing 5 - 8 Lichagina / Murtazaeva / Khrapina / Kholobova W 31 - 25 | Wedstrijd om plaats 5 Hurley / van Brummen / Holmes / Hurley V 26 - 33 | 6              |
| Martyna Jelińska                                                           | floret     | Proestakis W 15 - 12 | Deriglazova V 8 - 15 | niet geplaatst               | niet geplaatst                                      | niet geplaatst                                                          | niet geplaatst                                                         | niet geplaatst |

### Schietsport
Mannen
| atleet         | onderdeel               | kwalificaties | kwalificaties | finale         | finale         |
| atleet         | onderdeel               | punten        | rang          | punten         | rang           |
| -------------- | ----------------------- | ------------- | ------------- | -------------- | -------------- |
| Tomasz Bartnik | 10m luchtpistool        | 625,4         | 23            | niet geplaatst | niet geplaatst |
| Tomasz Bartnik | 50 m geweer 3 houdingen | 119           | 9             | niet geplaatst | niet geplaatst |

Vrouwen
| atlete                 | onderdeel               | kwalificaties | kwalificaties | finale         | finale         |
| atlete                 | onderdeel               | punten        | rang          | punten         | rang           |
| ---------------------- | ----------------------- | ------------- | ------------- | -------------- | -------------- |
| Aneta Stankiewicz      | 10 m luchtgeweer        | 626.8         | 15            | niet geplaatst | niet geplaatst |
| Aneta Stankiewicz      | 50 m geweer 3 houdingen | 1167          | 16            | niet geplaatst | niet geplaatst |
| Klaudia Breś           | 10 m luchtpistool       | 571           | 21            | niet geplaatst | niet geplaatst |
| Klaudia Breś           | 25 m pistool            | 578           | 24            | niet geplaatst | niet geplaatst |
| Aleksandra Jarmolińska | skeet                   | 114           | 19            | niet geplaatst | niet geplaatst |
| Sandra Bernal          | Trap                    | 118           | 9             | niet geplaatst | niet geplaatst |

Gemengd
| atlete                           | onderdeel            | kwalificatie 1 | kwalificatie 1 | kwalificatie 2 | kwalificatie 2 | finale         | finale         |
| atlete                           | onderdeel            | punten         | rang           | punten         | rang           | punten         | rang           |
| -------------------------------- | -------------------- | -------------- | -------------- | -------------- | -------------- | -------------- | -------------- |
| Aneta Stankiewicz Tomasz Bartnik | 10 meter luchtgeweer | 630,8          | 2 Q            | 410.0          | 8              | niet geplaatst | niet geplaatst |

### Skateboarden
Vrouwen
| atlete        | onderdeel | kwalificaties | kwalificaties | finale         | finale         |
| atlete        | onderdeel | punten        | rang          | punten         | rang           |
| ------------- | --------- | ------------- | ------------- | -------------- | -------------- |
| Amelia Brodka | park      | 20,17         | 17            | niet geplaatst | niet geplaatst |

### Taekwondo
Vrouwen
| atlete               | onderdeel | eerste ronde         | kwartfinale          | halve finale         | herkansing           | finale / BM          | finale / BM    |
| atlete               | onderdeel | tegenstander uitslag | tegenstander uitslag | tegenstander uitslag | tegenstander uitslag | tegenstander uitslag | rang           |
| -------------------- | --------- | -------------------- | -------------------- | -------------------- | -------------------- | -------------------- | -------------- |
| Patrycja Adamkiewicz | -57 kg    | Zhou L V 17 - 31     | niet geplaatst       | niet geplaatst       | niet geplaatst       | niet geplaatst       | niet geplaatst |
| Aleksandra Kowalczuk | +67 kg    | Reba Stuwart W 7-2   | Milica Mandić V 4-11 | niet geplaatst       | n.v.t                | Bianca Walkden V 3-7 | 5              |

### Tafeltennis
Vrouwen
| atlete                                | onderdeel | voorronde            | eerste ronde             | tweede ronde          | derde ronde          | vierde ronde         | kwartfinale          | halve finale         | finale / BM          | finale / BM    |
| atlete                                | onderdeel | tegenstander uitslag | tegenstander uitslag     | tegenstander uitslag  | tegenstander uitslag | tegenstander uitslag | tegenstander uitslag | tegenstander uitslag | tegenstander uitslag | rang           |
| ------------------------------------- | --------- | -------------------- | ------------------------ | --------------------- | -------------------- | -------------------- | -------------------- | -------------------- | -------------------- | -------------- |
| Natalia Partyka                       | enkelspel | bye                  | Michelle Bromley W 4 - 0 | Dina Meshref V 4 - 2  | niet geplaatst       | niet geplaatst       | niet geplaatst       | niet geplaatst       | niet geplaatst       | niet geplaatst |
| Li Qian                               | enkelspel | bye                  | bye                      | Jian Fang Lay V 4 - 2 | niet geplaatst       | niet geplaatst       | niet geplaatst       | niet geplaatst       | niet geplaatst       | niet geplaatst |
| Natalia Bajor Li Qian Natalia Partyka | team      | n.v.t.               | n.v.t.                   | n.v.t.                | n.v.t.               | Zuid-Korea V 0 - 3   | niet geplaatst       | niet geplaatst       | niet geplaatst       | niet geplaatst |

### Tennis
Mannen
| atleet                      | onderdeel  | eerste ronde          | tweede ronde                    | derde ronde          | kwartfinale          | halve finale         | finale / BM          | finale / BM    |                |
| atleet                      | onderdeel  | tegenstander uitslag  | tegenstander uitslag            | tegenstander uitslag | tegenstander uitslag | tegenstander uitslag | tegenstander uitslag | rang           |                |
| --------------------------- | ---------- | --------------------- | ------------------------------- | -------------------- | -------------------- | -------------------- | -------------------- | -------------- | -------------- |
| Hubert Hurkacz Łukasz Kubot | dubbelspel | n.v.t.                | Struff / Zverev V 6-2, 7-6[7-5] | niet geplaatst       | niet geplaatst       | niet geplaatst       | niet geplaatst       | niet geplaatst | niet geplaatst |
| Kamil Majchrzak             | enkelspel  | Kecmanović V 6-4, 6-2 | niet geplaatst                  | niet geplaatst       | niet geplaatst       | niet geplaatst       | niet geplaatst       | niet geplaatst | niet geplaatst |
| Hubert Hurkacz              | enkelspel  | Saville W 6-2, 6-4    | Liam Broady V 7-5, 3-6, 6-3     | niet geplaatst       | niet geplaatst       | niet geplaatst       | niet geplaatst       | niet geplaatst | niet geplaatst |

Vrouwen
| atleet                        | onderdeel  | eerste ronde               | tweede ronde                        | derde ronde          | kwartfinale          | halve finale         | finale / BM          | finale / BM    |                |
| atleet                        | onderdeel  | tegenstander uitslag       | tegenstander uitslag                | tegenstander uitslag | tegenstander uitslag | tegenstander uitslag | tegenstander uitslag | rang           |                |
| ----------------------------- | ---------- | -------------------------- | ----------------------------------- | -------------------- | -------------------- | -------------------- | -------------------- | -------------- | -------------- |
| Magda Linette                 | enkelspel  | Aryna Sabalenka V 6-2, 6-1 | niet geplaatst                      | niet geplaatst       | niet geplaatst       | niet geplaatst       | niet geplaatst       | niet geplaatst | niet geplaatst |
| Iga Świątek                   | enkelspel  | Mona Barthel W 6-2, 6-2    | Paula Badose Gibert V 6-3, 7-6[7-4] | niet geplaatst       | niet geplaatst       | niet geplaatst       | niet geplaatst       | niet geplaatst | niet geplaatst |
| Magda Linette Alicja Rosolska | dubbelspel | n.v.t.                     | Mattek-Sands / Pegula V 1-6, 3-6    | niet geplaatst       | niet geplaatst       | niet geplaatst       | niet geplaatst       | niet geplaatst |                |

Gemengd
| atleet                   | onderdeel  | eerste ronde                   | kwartfinale                   | halve finale         | finale / BM          | finale / BM    |
| atleet                   | onderdeel  | tegenstander uitslag           | tegenstander uitslag          | tegenstander uitslag | tegenstander uitslag | rang           |
| ------------------------ | ---------- | ------------------------------ | ----------------------------- | -------------------- | -------------------- | -------------- |
| Łukasz Kubot Iga Świątek | dubbelspel | Ferro / Hubert W 6-3, 7-6(7-3) | Vesnina / Karatsev V 6-4, 6-4 | niet geplaatst       | niet geplaatst       | niet geplaatst |

### Volleybal

#### Beachvolleybal
Mannen
| Atleten                      | Discipline | Resultaat          | Prestatie |
| ---------------------------- | ---------- | ------------------ | --- |
| Grzegorz Fijałek Michał Bryl | strand     | Kwartfinale        | Groepsfase Poule E Gewonnen van El Graoui / Abicha 2 - 0 Gewonnen van M. Grimalt / E. Grimalt 2 - 0 Verloren van Gonçalves Oliveira Júnior / Schmidt 2 - 1 8ste finale Verloren van Nicolai / Lupo 0 - 2 |
| Bartosz Łosiak Piotr Kantor  | strand     | Luckey Loser-ronde | Groepsfase Poule F Gewonnen van Shiratori / Ishijima 2 - 0 Verloren van Wickler / Thole 2 - 0 Verloren van Nicolai / Lupo 2 - 1 Lucky Loser Verloren van Herrera / Gavira 2 - 1                          |

#### Zaalvolleybal
Mannen
| Atleten | Discipline | Resultaat   | Prestatie |
| --- | ---------- | ----------- | --------- |
| Bartosz Kurek Aleksander Śliwka Kamil Semeniuk Michał Kubiak Łukasz Kaczmarek Fabian Drzyzga Piotr Nowakowski Wilfredo León Venero Mateusz Bieniek Jakub Kochanowski Paweł Zatorski Grzegorz Łomacz | zaal       | Kwartfinale | zie onder |

| # | Ploeg     | Punten | Wedstrijden | Wedstrijden | Wedstrijden | Sets | Sets | Sets  |
| # | Ploeg     | Punten | G           | W           | V           | W    | V    | Ratio |
| - | --------- | ------ | ----------- | ----------- | ----------- | ---- | ---- | ----- |
| 1 | Polen     | 13     | 5           | 4           | 1           | 14   | 4    | +10   |
| 2 | Italië    | 11     | 5           | 4           | 1           | 12   | 7    | +5    |
| 3 | Japan     | 8      | 5           | 3           | 2           | 10   | 9    | +1    |
| 4 | Canada    | 7      | 5           | 2           | 3           | 9    | 9    | 0     |
| 5 | Iran      | 6      | 5           | 2           | 3           | 9    | 11   | -2    |
| 6 | Venezuela | 0      | 5           | 0           | 5           | 1    | 15   | -14   |

| Ronde           | Datum           | Lokale tijd    | MEZT           | Land           | Score          | Land           |
| --------------- | --------------- | -------------- | -------------- | -------------- | -------------- | -------------- |
| Groepsfase      |                 |                |                |                |                |                |
| 24 juli 2021    | 19:00           | 12:00          | Polen          | 2 - 3          | Iran           |                |
| 26 juli 2021    | 14:20           | 07:20          | Polen          | 3 - 0          | Italië         |                |
| 28 juli 2021    | 17:15           | 10:15          | Polen          | 3 - 1          | Venezuela      |                |
| 30 juli 2021    | 14:20           | 07:20          | Japan          | 0 - 3          | Polen          |                |
| 1 augustus 2021 | 09:00           | 02:00          | Polen          | 3 - 0          | Canada         |                |
| Kwartfinale     | 3 augustus 2021 | 21:30          | 14:30          | Polen          | 2 - 3          | Frankrijk      |
| Halve finale    | niet geplaatst  | niet geplaatst | niet geplaatst | niet geplaatst | niet geplaatst | niet geplaatst |
| Finale          | niet geplaatst  | niet geplaatst | niet geplaatst | niet geplaatst | niet geplaatst | niet geplaatst |

### Wielersport

#### Baanwielrennen
Mannen
Sprint
| atleet           | onderdeel | kwalificaties | kwalificaties | ronde 1           | herkansing 1             | ronde 2              | herkansing 2         | kwartfinale          | halve finale         | finale               | finale         |
| atleet           | onderdeel | tijd          | rang          | tegenstander tijd | tegenstander uitslag     | tegenstander uitslag | tegenstander uitslag | tegenstander uitslag | tegenstander uitslag | tegenstander uitslag | rang           |
| ---------------- | --------- | ------------- | ------------- | ----------------- | ------------------------ | -------------------- | -------------------- | -------------------- | -------------------- | -------------------- | -------------- |
| Mateusz Rudyk    | sprint    | 9,493         | 7 Q           | Webster V +0,180  | Sahrom Barrette V +0,668 | niet geplaatst       | niet geplaatst       | niet geplaatst       | niet geplaatst       | niet geplaatst       | niet geplaatst |
| Patryk Rajkowski | sprint    | 9,594         | 14 Q          | Xu W 10,465       | n.v.t.                   | Levy V +0,149        | Sahrom V +0,260      | niet geplaatst       | niet geplaatst       | niet geplaatst       | niet geplaatst |

Teamsprint
| atleet                                          | onderdeel  | kwalificatie | kwalificatie | halve finale                               | halve finale | finale                                       | finale |
| atleet                                          | onderdeel  | tijd         | rang         | tegenstander tijd                          | rang         | tegenstander tijd                            | rang   |
| ----------------------------------------------- | ---------- | ------------ | ------------ | ------------------------------------------ | ------------ | -------------------------------------------- | ------ |
| Mateusz Rudyk Patryk Rajkowski Krzysztof Maksel | teamsprint | 43.516       | 8            | Hoogland / Lavreysen / van den Berg 43.307 | 2 FD         | Mitchell / Saunders / Webster / Dakin 46.431 | 8      |

Keirin
| atleet           | onderdeel | ronde 1 | herkansing | kwartfinale    | halve finale   | finale         |
| atleet           | onderdeel | rang    | rang       | rang           | rang           | rang           |
| ---------------- | --------- | ------- | ---------- | -------------- | -------------- | -------------- |
| Patryk Rajkowski | keirin    | 3       | 5          | niet geplaatst | niet geplaatst | niet geplaatst |
| Mateusz Rudyk    | keirin    | 6       | 4          | niet geplaatst | niet geplaatst | niet geplaatst |

Koppelkoers
| atleet                            | onderdeel   | rondespunten | sprinterspunten | totaal | rang |
| --------------------------------- | ----------- | ------------ | --------------- | ------ | ---- |
| Szymon Sajnok Daniel Staniszewski | koppelkoers | 0            | 0               | 0      | 8    |

Omnium
| atleet        | onderdeel | scratchrace | scratchrace | temporace | temporace | afvalrace | afvalrace | puntenrace | puntenrace | totaal punten | rang |
| atleet        | onderdeel | rang        | punten      | rang      | punten    | rang      | punten    | rang       | punten     | totaal punten | rang |
| ------------- | --------- | ----------- | ----------- | --------- | --------- | --------- | --------- | ---------- | ---------- | ------------- | ---- |
| Szymon Sajnok | omnium    | 14          | 14          | 9         | 24        | 16        | 10        |            | 0          | 48            | 16   |

Vrouwen
Sprint
| atlete           | onderdeel | kwalificaties | kwalificaties | ronde 1           | herkansing 1         | ronde 2              | herkansing 2         | kwartfinale          | halve finale         | finale               | finale         |
| atlete           | onderdeel | tijd          | rang          | tegenstander tijd | tegenstander uitslag | tegenstander uitslag | tegenstander uitslag | tegenstander uitslag | tegenstander uitslag | tegenstander uitslag | rang           |
| ---------------- | --------- | ------------- | ------------- | ----------------- | -------------------- | -------------------- | -------------------- | -------------------- | -------------------- | -------------------- | -------------- |
| Marlena Karwacka | sprint    | 11,083        | 26            | niet geplaatst    | niet geplaatst       | niet geplaatst       | niet geplaatst       | niet geplaatst       | niet geplaatst       | niet geplaatst       | niet geplaatst |
| Urszula Łoś      | sprint    | 11,047        | 25            | niet geplaatst    | niet geplaatst       | niet geplaatst       | niet geplaatst       | niet geplaatst       | niet geplaatst       | niet geplaatst       | niet geplaatst |

Teamsprint
| atlete                       | onderdeel  | kwalificatie | kwalificatie | halve finale                       | halve finale | finale                    | finale |
| atlete                       | onderdeel  | tijd         | rang         | tegenstander tijd                  | rang         | tegenstander tijd         | rang   |
| ---------------------------- | ---------- | ------------ | ------------ | ---------------------------------- | ------------ | ------------------------- | ------ |
| Marlena Karwacka Urszula Łoś | teamsprint | 33.244       | 6            | Braspenninckx / Van Riessen 33.022 | 2 FD         | Basova / Starikova 33.691 | 7      |

Keirin
| atlete           | onderdeel | ronde 1 | herkansing | ronde 2        | ronde 3        | finale         |
| atlete           | onderdeel | rang    | rang       | rang           | rang           | rang           |
| ---------------- | --------- | ------- | ---------- | -------------- | -------------- | -------------- |
| Marlena Karwacka | keirin    | 5       | 4          | niet geplaatst | niet geplaatst | niet geplaatst |
| Urszula Łoś      | keirin    | 3       | 3          | niet geplaatst | niet geplaatst | niet geplaatst |

Koppelkoers
| atlete                         | onderdeel   | rondespunten | sprinterspunten | totaal | rang |
| ------------------------------ | ----------- | ------------ | --------------- | ------ | ---- |
| Daria Pikulik Wiktoria Pikulik | koppelkoers | 0            | 9               | 9      | 6    |

Omnium
| atlete        | onderdeel | scratchrace | scratchrace | temporace      | temporace      | afvalrace      | afvalrace      | puntenrace     | puntenrace     | totaal punten  | rang           |
| atlete        | onderdeel | rang        | punten      | rang           | punten         | rang           | punten         | rang           | punten         | totaal punten  | rang           |
| ------------- | --------- | ----------- | ----------- | -------------- | -------------- | -------------- | -------------- | -------------- | -------------- | -------------- | -------------- |
| Daria Pikulik | omnium    | 13          | 16          | niet gefinisht | niet gefinisht | niet gefinisht | niet gefinisht | niet gefinisht | niet gefinisht | niet gefinisht | niet gefinisht |

#### Mountainbike
Mannen
| atleet           | onderdeel    | tijd    | rang |
| ---------------- | ------------ | ------- | ---- |
| Bartlomiej Wawak | mountainbike | 1.29,10 | 19   |

Vrouwen
| atleet            | onderdeel    | tijd    | rang |
| ----------------- | ------------ | ------- | ---- |
| Maja Włoszczowska | mountainbike | 1.24,25 | 20   |

#### Wegwielrennen
Mannen
| atleet             | onderdeel    | tijd     | rang |
| ------------------ | ------------ | -------- | ---- |
| Maciej Bodnar      | wegwedstrijd | DNF      | DNF  |
| Maciej Bodnar      | tijdrit      | 58:47.10 | 18   |
| Michał Kwiatkowski | wegwedstrijd | 6:07:01  | 11   |
| Rafał Majka        | wegwedstrijd | 6:09:06  | 19   |

Vrouwen
| atlete               | onderdeel    | tijd    | rang |
| -------------------- | ------------ | ------- | ---- |
| Anna Plichta         | wegwedstrijd | 3:55:58 | 27   |
| Anna Plichta         | tijdrit      | 3:55:58 | 24   |
| Katarzyna Niewiadoma | wegwedstrijd | 3:54:31 | 14   |
| Marta Lach           | wegwedstrijd | 3:55:13 | 18   |

### Worstelen

#### Grieks-Romeins
Mannen
| atleet           | onderdeel | eerste ronde         | kwartfinale          | halve finale         | herkansing           | finale / BM          | finale / BM |
| atleet           | onderdeel | tegenstander uitslag | tegenstander uitslag | tegenstander uitslag | tegenstander uitslag | tegenstander uitslag | rang        |
| ---------------- | --------- | -------------------- | -------------------- | -------------------- | -------------------- | -------------------- | ----------- |
| Tadeusz Michalik | −97 kg    | Achouri W 4 - 0      | Hancock W 3 - 1      | Evloev V 1 - 3       | bye                  | Szőke W 4 - 0        | Brons       |

#### Vrije stijl
Mannen
| atleet                | onderdeel | eerste ronde         | kwartfinale          | halve finale         | herkansing           | finale / BM          | finale / BM    |
| atleet                | onderdeel | tegenstander uitslag | tegenstander uitslag | tegenstander uitslag | tegenstander uitslag | tegenstander uitslag | rang           |
| --------------------- | --------- | -------------------- | -------------------- | -------------------- | -------------------- | -------------------- | -------------- |
| Magomedmurad Gadżijew | −65 kg    | Pilidis W 4 - 0      | Rashidov V 1 - 3     | niet geplaatst       | niet geplaatst       | niet geplaatst       | niet geplaatst |
| Kamil Rybicki         | −74 kg    | Hussen V 1 - 3       | niet geplaatst       | niet geplaatst       | niet geplaatst       | niet geplaatst       | niet geplaatst |

Vrouwen
| atlete              | onderdeel | eerste ronde               | kwartfinale          | halve finale         | herkansing           | finale / BM          | finale / BM    |
| atlete              | onderdeel | tegenstander uitslag       | tegenstander uitslag | tegenstander uitslag | tegenstander uitslag | tegenstander uitslag | rang           |
| ------------------- | --------- | -------------------------- | -------------------- | -------------------- | -------------------- | -------------------- | -------------- |
| Roksana Zasina      | −53 kg    | Akhmetova-Amanzhol W 3 - 1 | Makaida V 1 - 4      | niet geplaatst       | Essombe V 1 - 3      | niet geplaatst       | 7              |
| Jowita Wrzesień     | −57 kg    | Nikolova V 0 - 3           | niet geplaatst       | niet geplaatst       | niet geplaatst       | niet geplaatst       | niet geplaatst |
| Agnieszka Wieszczek | −68 kg    | Cherkasova V 0 - 4         | niet geplaatst       | niet geplaatst       | niet geplaatst       | niet geplaatst       | niet geplaatst |

### Zeilen
Mannen
| atlete                             | onderdeel | race | race | race | race | race | race | race | race | race | race | race | race | race | netto punten | eindnotering |
| atlete                             | onderdeel | 1    | 2    | 3    | 4    | 5    | 6    | 7    | 8    | 9    | 10   | 11   | 12   | M    | netto punten | eindnotering |
| ---------------------------------- | --------- | ---- | ---- | ---- | ---- | ---- | ---- | ---- | ---- | ---- | ---- | ---- | ---- | ---- | ------------ | ------------ |
| Piotr Myszka                       | RS:X      | 11   | 4    | 6    | 3    | 6    | 11   | 5    | 2    | 5    | 9    | 5    | 2    | 22   | 79           | 6            |
| Paweł Kołodziński Łukasz Przybytek | 49er      | 9    | 7    | 15   | 18   | 7    | 8    | 7    | 1    | 13   | 17   | 1    | 15   | 4    | 108          | 9            |

Vrouwen
| atlete                            | onderdeel    | race | race | race | race | race | race | race | race | race | race | race   | race   | race           | netto punten | eindnotering |
| atlete                            | onderdeel    | 1    | 2    | 3    | 4    | 5    | 6    | 7    | 8    | 9    | 10   | 11     | 12     | M              | netto punten | eindnotering |
| --------------------------------- | ------------ | ---- | ---- | ---- | ---- | ---- | ---- | ---- | ---- | ---- | ---- | ------ | ------ | -------------- | ------------ | ------------ |
| Zofia Noceti-Klepacka             | RS:X         | 4    | 1    | 14   | 16   | 16   | 9    | 7    | 8    | 2    | 11   | 7      | 7      | 10             | 96           | 9            |
| Agnieszka Skrzypulec Jolanta Ogar | 470          | 1    | 1    | 2    | 5    | 12   | 1    | 5    | 4    | 15   | 15   | n.v.t. | n.v.t. | 4              | 54           | Zilver       |
| Magdalena Kwaśna                  | Laser Radial | 7    | 28   | 18   | 11   | 15   | 18   | 18   | 13   | 25   | 31   | n.v.t. | n.v.t. | niet geplaatst | 153          | 17           |
| Kinga Łoboda Aleksandra Melzacka  | 49erFX       | 8    | 14   | 16   | 8    | 5    | 7    | 18   | 15   | 1    | 20   | 17     | 19     | niet geplaatst | 128          | 15           |

### Zwemmen
Mannen
| atleet                                                         | onderdeel          | series     | series | halve finale   | halve finale   | finale         | finale         |
| atleet                                                         | onderdeel          | tijd       | rang   | tijd           | rang           | tijd           | rang           |
| -------------------------------------------------------------- | ------------------ | ---------- | ------ | -------------- | -------------- | -------------- | -------------- |
| Paweł Juraszek                                                 | 50 m vrije slag    | 21.97      | 5 Q    | 21.88          | 14             | niet geplaatst | niet geplaatst |
| Konrad Czerniak                                                | 50 m vrije slag    | 22,13      | 31     | niet geplaatst | niet geplaatst | niet geplaatst | niet geplaatst |
| Kacper Stokowski                                               | 100 m rugslag      | 53.99      | 1      | niet geplaatst | niet geplaatst | niet geplaatst | niet geplaatst |
| Radosław Kawęcki                                               | 200 m rugslag      | 1:56.83    | 4 Q    | 1:56.68        | 3 Q            | 1:56.39        | 6              |
| Jakub Skierka                                                  | 200 m rugslag      | 1:59.30    | 8      | niet geplaatst | niet geplaatst | niet geplaatst | niet geplaatst |
| Paweł Korzeniowski                                             | 100 m vlinderslag  | 52,00      | 22     | niet geplaatst | niet geplaatst | niet geplaatst | niet geplaatst |
| Jakub Majerski                                                 | 100 m vlinderslag  | 50.97 NR   | 2 Q    | 51.24          | 3 Q            | 50.92 NR       | 5              |
| Jakub Majerski                                                 | 200 m vlinderslag  | 1.57,91    | 27     | niet geplaatst | niet geplaatst | niet geplaatst | niet geplaatst |
| Krzysztof Chmielewski                                          | 200 m vlinderslag  | 1:55.77    | 4 Q    | 1:55.29        | 5 Q            | 1:55.88        | 8              |
| Karol Ostrowski Kacper Majchrzak Konrad Czerniak Jakub Kraska  | 4x100 m vrije slag | 3:13.88 NR | 6      | n.v.t          | n.v.t          | niet geplaatst | niet geplaatst |
| Radosław Kawęcki Kamil Sieradzki Jakub Kraska Kacper Majchrzak | 4x200 m vrije slag | 7:18.91    | 15     | niet geplaatst | niet geplaatst | niet geplaatst | niet geplaatst |
| Kacper Stokowski Jan Kozakiewicz Jakub Majerski Jakub Kraska   | 4x100 m wisselslag | 3:32.62 NR | 6      | niet geplaatst | niet geplaatst | niet geplaatst | niet geplaatst |

Vrouwen
| atlete           | onderdeel      | series  | series | halve finale | halve finale | finale | finale |
| atlete           | onderdeel      | tijd    | rang   | tijd         | rang         | tijd   | rang   |
| ---------------- | -------------- | ------- | ------ | ------------ | ------------ | ------ | ------ |
| Katarzyna Wasick | 50m vrije slag | 24.31   | 2 Q    | 24.26        | 3 Q          | 24.32  | 5      |
| Laura Bernat     | 200m rugslag   | 2.10,37 | 13 Q   | 24,26        | 5 Q          | 24,32  | 5      |

Gemengd
| atleet                                                           | onderdeel          | series | series | halve finale | halve finale | finale | finale |
| atleet                                                           | onderdeel          | tijd   | rang   | tijd         | rang         | tijd   | rang   |
| ---------------------------------------------------------------- | ------------------ | ------ | ------ | ------------ | ------------ | ------ | ------ |
| Kornelia Fiedkiewicz Jakub Majerski Jan Kozakiewicz Paulina Peda | 4x100 m wisselslag | DSQ    | DSQ    | DSQ          | DSQ          | DSQ    | DSQ    |